# 누라리횬의 손자
《누라리횬의 손자》(일본어: ぬらりひょんの孫 누라리횬노 마고[*])는 일본의 시이바시 히로시가 《주간 소년 점프》에 연재하는 만화로, 2008년 3월에 발행된 소년 점프 15호부터 연재가 시작되었으며, 2012년 7월까지 주간 소년 점프에서 연재 후에 2012년 8월부터 점프 넥스트에서 연재 했었다. 2012년 10월까지 일본에서 23권, 한국에서 21권이 발매되었다. 2012년 12월 연재가 종료되었다.

## 개요
현대의 일본을 무대로 〈대 요괴조직〉의 총대장·누라리횬의 피를 이어받은 소년을 주인공으로 인간과 요괴의 일상을 그린 괴담 판타지. 요괴 백귀야행의 세계를 야쿠자(주로, 협객·임협)의 세계로 비교한 권악징악(勧悪懲悪)물. 백귀야행이 볼거리로서 등장한다. 요괴의 대부분은 토리야마 세키엔의 《도감 백귀야행》타케하라 슌센의 《그림책 100가지 이야기》의 요괴화집에서 채용되었다.
《아카마루점프》2006년 SPRING호에 게재된 뒤, 《주간 소년 점프》2007년 35호에 제 32회 골드퓨쳐컵 엔트리 작품으로서 단편게재, 골드퓨처컵을 수상하였다. 《주간 소년 점프》2008년 15호부터 연재 개시.
2009년 1월에는 소설판과 드라마 CD가 발매되었으며, 《주간 소년 점프》2009년 53호에 TV 애니메이션화가 발표되었다. 2010년 7월부터 방영.
J리그의 팬인 작가의 취미가 반영되어, 등장하는 인간 캐릭터의 성이 대부분 감바 오사카 소속의 선수에게서 채용되었다.

## 줄거리
겉보기엔 극히 평범해보이는 소년 누라 리쿠오(奴良リクオ)는 사실 관동 지방의 요괴조직 누라구미(奴良組)의 총대장 누라리횬의 손자이며 그의 몸속엔 요괴의 피가 1/4이나 흐르고 있다. 어릴적부터 주위의 요괴들과 함께 살며 조부에게서 무용담을 듣고 자라서 요괴란 근사하고 멋진 것이라고 여겼으며 언젠가 조부 누라리횬에게서 총대장의 자리를 이어받을 날이 오기만을 고대하고 있었다. 하지만 얼마 안가 같은 학교의 친구들로부터 요괴가 인간에게 있어서 공포의 대상이자 골칫거리 취급을 당하는 존재란 것을 듣게 되고, 그 후로부터 리쿠오는 요괴로써의 자신을 부정하고 인간으로써의 자신만을 고집한다. 그러던 어느 날 리쿠오의 총대장 계승 권한에 대해 불만을 품은 요괴 가고제(ガゴゼ)가 반란을 일으켜 리쿠오의 친구들을 납치하자 리쿠오는 주변 요괴들의 만류를 뿌리치고 친구들을 구하기 위해 나선다. 그 때, 리쿠오의 몸 속에 흐르는 요괴의 피가 각성해 눈을 뜨며, 요괴로 각성한 리쿠오는 직접 누라구미의 요괴들을 이끌고나가 가고제를 처단하고 자신이 차기 총대장 자리에 올라갈 것을 요괴들 앞에서 선언한다.

## 세계관
본 작품에서 요괴들은 현실세계의 야쿠자와 닮은 집단을 형성하고 있다. 힘을 가진 요괴가 두목이 되어 조직을 만들고, 그러한 조직들이 다수 모여 거대한 세력집단을 구성한다. 요괴들은 〈시마〉라 불리는 세력권의 토지신을 돌보는 대신에 신앙이나 저주, 공물등을 모으며, 또한 독자적으로 음식점을 경영하거나 보디가드 등을 하여 수입을 얻기도 한다.

## 단행본
대한민국에서는 대원씨아이를 통해 정식 발매되고 있다.
- 제1권 - 이매망량의 주인이 되다 (ぬらりひょんの孫)
  - 일본 - ISBN 978-4-08-874557-2(2008년 8월 4일 출간)
  - 대한민국 - ISBN 978-89-252-4490-7(2009년 6월 15일 출간)
- 제2권 - 리쿠오, 규키와 대치하다 (ぬらりひょんの孫)
  - 일본 - ISBN 978-4-08-874581-7(2008년 10월 3일 출간)
  - 대한민국 - ISBN 978-89-252-4588-1(2009년 7월 15일 출간)
- 제3권 - 이매망량의 주인이 되다 (ぬらりひょんの孫)
  - 일본 - ISBN 978-4-08-874621-0(2009년 1월 5일 출간)
  - 대한민국 - ISBN 978-89-252-4736-6(2009년 8월 15일 출간)
- 제4권 - 누라구미 총회 (ぬらりひょんの孫)
  - 일본 - ISBN 978-4-08-874655-5(2009년 4월 3일 출간)
  - 대한민국 - ISBN 978-89-252-4885-1(2009년 9월 15일 출간)
- 제5권 - 칠흑보다 어두운 날개를 지닌 요괴 (ぬらりひょんの孫)
  - 일본 - ISBN 978-4-08-874667-8(2009년 6월 1일 출간)
  - 대한민국 - ISBN 978-89-252-5020-5(2009년 10월 15일 출간)
- 제6권 - 자미가 떠도는 집 (ぬらりひょんの孫)
  - 일본 - ISBN 978-4-08-874717-0(2009년 8월 1일 출간)
  - 대한민국 - ISBN 978-89-252-5166-0(2009년 11월 15일 출간)
- 제7권 - 케이카인 3남매 (ぬらりひょんの孫)
  - 일본 - ISBN 978-4-08-874738-5(2009년 10월 1일 출간)
  - 대한민국 - ISBN 978-89-252-5462-3(2009년 12월 15일 출간)
- 제8권 - 현재로 이어지다 (ぬらりひょんの孫)
  - 일본 - ISBN 978-4-08-874767-5(2009년 12월 4일 출간)
  - 대한민국 - ISBN 978-89-252-5708-2(2010년 3월 15일 출간)
- 제9권 - 토노이야기 (ぬらりひょんの孫)
  - 일본 - ISBN 978-4-08-874796-5(2010년 2월 1일 출간)
  - 대한민국 - ISBN 978-89-252-6008-2(2010년 5월 15일 출간)
- 제10권 - 어둠에 삼켜지는 토시 (ぬらりひょんの孫)
  - 일본 - ISBN 978-4-08-870023-6(2010년 4월 1일 출간)
  - 대한민국 - ISBN 978-89-252-6357-1(2010년 7월 15일 출간)
- 제11권 - 미궁, 토리이의 숲 (ぬらりひょんの孫)
  - 일본 - ISBN 978-4-08-870049-6(2010년 7월 1일 출간)
  - 대한민국 - ISBN 978-89-252-6754-8(2010년 10월 15일 출간)
- 제12권 - 온데코 (ぬらりひょんの孫)
  - 일본 - ISBN 978-4-08-870105-9(2010년 9월 3일 출간)
  - 대한민국 - ISBN 978-89-252-7054-8(2010년 12월 15일 출간)
- 제13권 - 상극 (ぬらりひょんの孫)
  - 일본 - ISBN 978-4-08-870127-1(2010년 11월 4일 출간)
  - 대한민국 - ISBN 978-89-252-7455-3(2011년 3월 15일 출간)
- 제14권 - 니조성으로...!! (ぬらりひょんの孫)
  - 일본 - ISBN 978-4-08-870163-9(2011년 1월 5일 출간)
  - 대한민국 - ISBN 978-89-252-7728-8(2011년 4월 15일 출간)
- 제15권 - 추억의 파편 (ぬらりひょんの孫)
  - 일본 - ISBN 978-4-08-870189-9(2011년 3월 4일 출간)
  - 대한민국 - ISBN 978-89-252-7828-5(2011년 5월 30일 출간)
- 제16권 - 리쿠오 선언하다 (ぬらりひょんの孫)
  - 일본 - ISBN 978-4-08-870221-6(2011년 5월 2일 출간)
  - 대한민국 - ISBN 978-89-252-8120-9(2011년 7월 20일 출간)
- 제17권 - 키리사키 토오랸세 (ぬらりひょんの孫)
  - 일본 - ISBN 978-4-08-870266-7(2011년 7월 4일 출간)
  - 대한민국 - ISBN 978-89-252-8435-4(2011년 9월 29일 출간)
- 제18권 - 에도의 꽃 (ぬらりひょんの孫)
  - 일본 - ISBN 978-4-08-870293-3(2011년 9월 2일 출간)
  - 대한민국 - ISBN 978-89-252-8899-4(2011년 11월 30일 출간)
- 제19권 - 괴담쿠단 (ぬらりひょんの孫)
  - 일본 - ISBN 978-4-08-870315-2(2011년 12월 2일 출간)
  - 대한민국 - ISBN 978-89-252-9468-1(2012년 3월 30일 출간)
- 제20권 - 구상도 (ぬらりひょんの孫)
  - 일본 - ISBN 978-4-08-870370-1(2012년 2월 3일 출간)
  - 대한민국 - ISBN 978-89-252-9742-2(2012년 5월 30일 출간)
- 제21권 - 괴담 아오안돈 (ぬらりひょんの孫)
  - 일본 - ISBN 978-4-08-870402-9(2012년 4월 4일 출간)
  - 대한민국 - ISBN 978-89-6725-125-3(2012년 8월 30일 출간)
- 제22권 - (ぬらりひょんの孫)
  - 일본 - ISBN 978-4-08-870464-7(2012년 7월 4일 출간)
  - 대한민국 - ISBN
- 제23권 - (ぬらりひょんの孫)
  - 일본 - ISBN 978-4-08-870498-2(2012년 10월 4일 출간)
  - 대한민국 - ISBN
- 제24권 - (ぬらりひょんの孫)
  - 일본 - ISBN (2012년 12월 4일 예정)
  - 대한민국 - ISBN
- 소설판 누라리횬의 손자: 우키요에 마을 기담 - (ぬらりひょんの孫 浮世繪町綺譚)
  - 일본 - ISBN 978-4-08-703215-4(2009년 12월 10일 출간)
  - 대한민국 - ISBN 978-89-252-7056-2(2010년 12월 15일 출간)
- 소설판 누라리횬의 손자 2: 오오에도 누라구미 전말기 - (ぬらりひょんの孫 大江戶奴良組始末)
  - 일본 - ISBN 978-4-08-703230-7(2010년 9월 3일 출간)
  - 대한민국 - ISBN 978-89-252-8900-7(2011년 11월 30일 출간)
- 소설판 누라리횬의 손자 3: 교토 몽환야화 - (ぬらりひょんの孫 京都夢幻夜話)
  - 일본 - ISBN 978-4-08-703235-2(2010년 12월 29일 출간)
  - 대한민국 - ISBN 978-89-252-9469-8(2012년 4월 10일 출간)
- 소설판 누라리횬의 손자 4: 제도 잉어 이야기 - (ぬらりひょんの孫 帝都鯉物語)
  - 일본 - ISBN 978-4-08-703251-2(2011년 9월 2일 출간)
  - 대한민국 - ISBN

## 용어
외(畏)
다원적인 의미를 가진 말로, 요괴들의 세계에서는 법도와 같은 것이다.
요괴의 존재 자체를 의미하는 언어.각 요괴의 특징이나 능력을 나타내는 말이기도 하다.
무서운 도깨비가 방망이를 든 것을 형상화한 두려울 〈외(畏)〉. 이 글자는 미지의 존재에 대한 감정, 즉 〈요괴〉그 자체를 가리킨다. 특히 요괴들을 통솔하는 역할을 맡은 조직의 총대장에게는 더욱 중요한 것이다.
보통 외, 또는 경외라고 불리기도 하며 보통 외를 조직에 따라 각기 다른 대문(代紋)이 존재한다. 요괴들 간의 싸움은 이 〈외(畏)〉를 빼앗는 것이다. 이른바 〈둔갑〉경쟁. 발(鬼發)・빙(鬼憑)이란 호칭으로 분류되기도 하지만 이것들은 토오노 요괴가 명명한 것으로 여겨진다.
발(鬼發)
〈외의 발동〉. 상대를 무섭게 하거나 압도하여 능력을 발휘한다. 주위에서 사라지는 누라리횬과 누라 리쿠오의 〈명경지수〉등이 발에 해당한다.
빙(鬼憑)
〈외의 이동〉. 자신의 외를 구현화하여 기술로 승화, 외를 깨기 위해 외를 사용한다. 예를 들어 끈을 강화하여 풀어내는 쿠비나시의 〈살취〉등이 빙에 해당한다.
잔(盃)
요괴 조직에서 종족이 다른 요괴들이 혈맹적으로 연대를 맺는 것. 할아버지 혹은 아버지 대에서 조직의 백귀가 된 맹우들, 혹은 그 자손과 의형제의 잔을 나눌 때 그 비율을 5:5로 나누어 대등한 입장이 된다. 또한 7:3의 비율로 잔을 주고 받는 것은 충성을 맹세한다는 언약이며, 절대적인 신뢰가 없다면 이루어질 수 없는 일이다.
마도(魔道)
인간이 그 길을 벗어나면 요괴가 되는 것.
한을 품고 죽은 인간이나, 요괴에게 혼은 팔아 요괴가 된 인간들을 주로 말하며 인간의 도리를 벗어나는 흉악한 일로 치부된다.
귀전(鬼纏)
누라구미 2대 총대장인 누라 리한이 만들어낸 기술
인간의 피가 흐르는 만큼 그 인간인 부분은 다른 요괴 동료들의 힘을 믿고 맡긴다는 뜻을 담아 만들었다.
반요 전용의 외(畏)이기 때문에 완전한 요괴들(ex : 초대 총대장 누라리횬 등)은 사용이 불가능.
다른 요괴의 외(畏)와 사용자 자신의 외(畏)를 융합시켜 종래에 없던 새로운 힘을 만들어내는 놀라운 기술이며, 위력이 엄청난만큼 기술을 사용하고 나면 사용한 요괴의 체력은 엄청나게 떨어지게 된다.
귀전. 외포(外砲)
귀전으로 두른 다른 요괴의 경외를 칼에 실어 적에게 방출하는 기술, 두른 요괴의 외와 함께 자신의 힘까지 덧대어 날리기 때문에 위력은 엄청나다. 단, 오로지 직공에만 해당하기 때문에 일격으로 똑바로 다가오는 상대에게는 적합적이지만, 계획적으로 움직이거나 수로 밀어붙이는 상대에게는 불리한 방법이다.
귀전. 외습(外襲)
상대방의 외와 자신의 외를 융합해 새로운 형태와 새로운 힘을 얻어 자신의 힘을 증강시키는 기술, 사용자는 두른 요괴의 형상과 비슷한 형상을 갖추게 되며 이 기술을 사용함과 동시에 자신과 융합한 요괴의 외와 힘, 기술을 사용할 수 있게 된다. 다른 요괴의 기술을 사용함과 동시에 자신의 기술도 사용 가능
토지신(土地神)
간부와는 별도로 그 지방의 토지를 지키는 역할을 맡는 요괴.
싸움에는 맞지 않지만 누라구미가 가지고 있는 〈외〉의 핵이 되는 존재. 인간이 믿지 않으면 힘이 약해져 소멸하고 만다.
생간신앙(生肝信仰)
400년 전, 교토 오사카를 근거지로 삼던 요괴 및 하고로모 기츠네 일파의 요괴들이 믿던 신앙.
《서유기》에서 요괴들이 삼장법사의 생간(내장을 포함)을 노린 이야기에서 비롯되어 갓난아기나 무녀, 황녀와 같은 존귀한 생명에는 요물의 힘을 증폭시키는 힘이 있다고 믿었다.이에 하고로모 기츠네는 부하 요괴들에게 명하여 각지에서 대량의 생간을 모아 힘을 늘린다.
음양사(陰陽師)
요괴와 싸우는 특수한 힘을 지닌 인간을 총칭하는 말
어둠을 상징하는 검은색인 음(陰)과 빛을 상징하는 흰색인 양(陽)의 조화를 추구하며, 인간을 위협하는 검은 어둠인 요괴를 물리쳐 인간을 보호하고 인간과 요괴의 조화를 이루기 위해 싸운다.
자신들을 백(白), 요괴를 흑(黑)으로 치부하며 반요들을 회색(灰)으로 치부하기도 한다. 요괴는 절대악으로 어릴적부터 간주하는 교육을 받았기 때문에 요괴를 보면 무조건 멸(滅)하려는 특성을 지녔다.
음양술(陰陽術)
음양사들이 사용하는 일종의 술법
식지(式紙)
음양사들이 대표적으로 사용하는 술법 중 하나, 신비한 주술이나 주문의 문양이 그려진 부적을 이용해 부리는 술법이며 종류에 따라 공격기술인 멸(滅)과 폭(爆), 방어 기술인 수호(需護)등이 있으며 이 식지를 이용해 식신(式神)을 부리기도 한다.
식신(式神)
음양사들이 사용하는 일종의 혼령들, 음양사에 따라 종류가 각양각색이며 인간, 짐승은 물론 자연만물의 형태를 한 식신도 존재한다. 식신의 유지시간은 술자의 정신력에 따라 결정된다.
케이쵸의 봉인(慶長 封印)
케이카인 히데모토가 하고로모기츠네를 누라리횬과 쓰러뜨린 후 쿄 요괴들의 기세를 어느 정도 막고 누르기 위해 설치한 교토를 지키는 강력한 결계.
교토를 흐르는 지맥을 엮어서 만든 나선형으로 만들어진 8개의 결계진으로 이루어져 있으며, 교토를 대표하는 신성한 절이나 유적지에 봉인 말뚝을 세워 그곳을 기점으로 교토 전체에 나선의 봉인 결계가 이루어져 있다. 봉인 말뚝이 있는 장소를 케이카인 家의 음양사들이 대대로 지키고 있다.
텐카이 승정의 에도 결계의 효력은 300년이었으나 히데모토가 만든 이 봉인의 효력은 100년을 웃돈 400년의 세월동안 교토를 요괴로부터 지켜왔다. 하지만 현재는 부서졌다.
나선 형태로 이루어져 있기 때문에 나선 봉인으로 불린다.
식신. 파군(式神. 破軍)
케이카인 家에 대대로 내려오는 궁극의 비전 음양술
13대째 당주인 히데모토가 누라구미 초대 대장 누라리횬과 함께 하고로모기츠네를 봉인한 음양술이며, 케이카인 家의 역대 당주들을 불러모으는 술법이다.
다른 음양사들은 이 당주들을 부리거나 혹은 봉인술로 착각하는 경우가 있으나 파군은 술자의 정신력을 단련하여 그 술자에게 가장 어울리는 형태로 극한의 음양술을 발동할 수 있게 해주는 술법이다.
13대째 히데모토는 파군을 쓸 수 있는 자는 이 케이카인 家를 이끌어나갈 수 있는 '재능 있는 자' 즉, 당주의 자격을 얻을 것이라고 유언을 남겼었다.
반혼술(反魂術)
아베노 세이메이가 사용한 술법으로, 죽은자의 육체를 다시 살려내 불사신으로 만든다고 한다.
세이메이는 죽은 뒤 윤회의 고리에 들어가지 않고 바로 전생요괴인 하고로모기츠네를 통하여 다시 부활하였다.
태산부군제(泰山府君祭)
아베노 세이메이가 반혼술을 연구하는 도중 만들어 낸 술법으로, 사람의 수명을 연장하는 연명술이다.
아베노 세이메이의 직계 자손들 중 한 명에게만 은밀히 전해지는 술법으로, 그 방식으로 인해 지금까지 비밀이 지켜지고 있었다.
TKG
계란덮밥의 약칭.
유라가 좋아하는 음식으로 좋아하는 사람에게 먹이려고 하기도 한다.
간장에 비벼먹으면 최강이라고 한다.
햐쿠모노가타리(百物語 / ひゃくものがたり)
일본에 전해지는 전통적인 괴담 놀이.
100명의 사람이 100개의 촛불을 준비한 후 자신이 알고 있는 괴담을 1가지 씩 이야기한다. 이야기가 끝나면 자신이 들고 있는 촛불을 끄는 형식으로 진행이 되며 마지막 100가지 이야기가 끝났을 때 무서운 일이 벌어지거나 요괴가 출현한다고 한다.
산모토가 자신의 조직을 넓히기 위해 요괴들을 만들어낸 방식
백귀의 차솥(百鬼茶鼎)
산모토가 햐쿠모노가타리를 계속해서 이어나가기 위해 준비한 도구
햐쿠모노가타리를 이용해 만든 요괴들이 거리에 나가 활발히 활동하면서 모아지는 외가 차솥에 모이면서 녹아들어 그 어디에서도 맛보지 못한 마약과도 같은 향과 맛과 중독성을 지닌 차가 완성되는데 이를 마신 이들은 차의 맛을 잊지 못하고 중독되어 언제든 다시 햐쿠모노가타리에 모여들려고 한다.
마왕의 방망이(魔王槌)
누라 리한에 의해 마왕이 되어버린 산모토의 심장에서 태어난 칼
누라구미를 향한 증오심이 형상화되었기 때문에 요괴를 죽이면 힘을 무한대로 증폭시키는 칼이며, 현대에 부활한 산모토가 시코쿠의 타마즈키에게 주었다가 타마즈키가 패하지 요스즈메가 그것을 미나고로시지조에게 다시 전달, 현재 미나고로시지조는 죽었으며 마왕의 방망이는 누에의 손에 들어갔다.
네네키리마루(値切丸)
누라구미의 총대장만이 물려받는 검.
본래는 케이카인 가문 12대 당주인 케이카인 히데모토가 요우히메를 지키기 위해 호신용으로 만든 퇴마도(頹魔刀)였으나 하고로모기츠네와의 싸움에서 누라리횬이 입수.
본래는 누에키리마루(鵼切丸)라는 이름이었지만 부르기 쉬우라고 네네키리마루로 이름을 바꿨다.
네네키리마루가 유일하게 벨 수 없는 건 인간인데 그 이유는 음양사가 불어넣은 양의 힘으로 베기 때문이다. 후에 부활한 누에(아베노 세이메이)의 공격에 의하여 완전히 파괴되었으나 리쿠오는 케이카인 아키후사에게 네네키리마루를 훨씬 능가하는 퇴마도나 요도를 만들어 달라고 부탁한다.
지옥(地獄)
사후세계. 요괴도 인간도 죽은 뒤 돌아가는 곳. 세이메이가 1000년동안 있었던 곳이다.
한손☆SIZE
누라리횬의 손자에 등장하는 3명의 히로인인 유라, 츠라라, 카나가 속해있는 그룹.
주로 누라마고의 엔딩부분에서 노래내는 것을 담당한다.

## 등장 조직
누라구미(奴良組)
두목 - 1대 : 누라리횬 / 2대 : 누라 리한(奴良り半) / 3대 : 누라 리쿠오(奴良りクォ)
본거지 : 도쿄. 우키요에 마을(東京. 浮世繪村)
대문 : 외(畏)
구성 요괴 : 10000마리
소속 단체 : 71개
요괴의 총대장 누라리횬이 두령을 맡고 있는 일본 동쪽인(칸토, 고신에쓰, 도카이) 관동지방을 총괄하는 관동 대요괴 임협일가.
이야기 초반에는 72단체였으나, 리쿠오가 어렸을 때 〈가고제회〉가 이탈하고, 시코쿠 팔십팔귀야행이 혼슈를 공격했을 때 〈오오자루회〉가 이탈할 뻔했으나 현재 무사히 소속되어있기 때문에 71단체로 줄었다.
〈다루마회〉,〈젠 일파〉등, 물자를 담당하는 집단과 〈규키구미〉,〈오오자루회〉같은 싸움 및 전투를 담당하는 무도파라 불리는 집단으로도 나뉘어 있으며. 이누가미교부 다누키의 말에 의하면 총대장 누라리횬이 젊었던 시절에는 말 그대로 백귀야행(百鬼夜行)을 이끌었다고 한다.
71단체로 줄은 것은 누라리횬의 말에 의하면 "100의 요괴를 따르게 할 기백이 없기 때문". 하지만 전략공중요새 〈다카라부네〉등 거대한 요괴를 이끌 정도로 그 권세는 쇠퇴하지 않았다.
시코쿠 팔십팔귀야행(四國. 八十八鬼夜行)
두목 : 이누가미교부 - 다누키(隠神刑部 - 狸)
본거지 : 에히메 현. 마츠야마 산(愛媛県. 松山)
대문 : 섭(攝)
구성 요괴 : 700마리
소속 단체 : 88개
누라구미에서 볼 때 서쪽에 해당하는 시코쿠의 요괴세력.
너구리 요괴인 이누가미교부 타누키를 중심으로 약 88갈래의 세력이 있으며 과거에는 인간들을 습격해 압도적인 권력을 누렸으나 인간들이 손에 넣은 <마왕의 방망이>에 인해 급격히 그 세력이 감소, 한 때 누라구미가 지원하려고 했으나 자신의 조직이 누라구미에 합병될 것을 두려워한 이누가미교부 타누키의 판단에 의해 현재는 인간들에 의해 급격히 감소한 세력을 유지시킨 채 살아가고 있다.
이누가미교부 타누키의 88번째 처의 8번째 아들 타마즈키가 한 때 누라구미를 침공해 세력을 넓히려 했으나 현재는 리쿠오에 의해 저지되고 타마즈키는 고향에서 근신하며 살고 있다.
오슈. 토오노 일가(奧州. 遠野 一家)
두목 : 아카캇파(赤河童)
본거지 : 토호쿠. 이와테현(東北. 巖手縣)
대문 : 습(習)
구성 요괴 : 96마리
극한의 땅, 오슈를 거점으로 하는 북동의 무문파의 총본산.
요괴닌자로 불리며 그 어떤 조직에도 영합하지 않는 자신들만의 고고한 자존심을 긍지로 여기는 조직.
외를 강화하는 기술을 연마하며, 많은 전사들을 배출하였다. 전국의 조직에 인재를 파견하였으나 누구와도 잔을 나누는 일 없이, 중립적·독자적 입장을 고수하고 있다.
적이긴 하지만 자신들에게 우호적 입장을 취해주는 누라구미에는 많은 인재를 파견했으나, 자신들을 그저 도구로만 여기며 이용하려고만 하는 쿄 요괴들에겐 강력한 적대심을 보인다.
쿄 요괴(京妖怪)
두목 : 하고로모기츠네(羽衣狐) / 누에 - 아베노 세이메이(鵼 - 安倍晴明)
본거지 : 교토. 니죠성(京都. 二条城)
대문 : 췌(膵), 율(慄), 늠(凜))
구성요괴 : 900마리
교토에 서식하는 요괴들의 총칭.
1000년의 세월 동안 하고로모기츠네를 정점으로 누에의 출산과 인간 세계를 어둠으로 뒤덮으려는 야망을 이룩하기 위해 존재하고 있다.
다른 요괴에 비해 지력(地力)이 월등하게 높고 또 전통성이 있기 때문에 예로부터 요괴 세계에서는 공포의 대상으로 여겨져왔다. 경외로 인간들을 깜짝 놀래거나 장난을 거는 식으로 활동하는 도쿄 요괴(누라구미)와는 달리, 경외로 인간들을 몰살시키며 해를 끼치는 식으로 활동하기 때문에 다른 지방 요괴들과는 기본 이념 자체를 달리 한다. 자신들을 제외한 다른 지방의 요괴들은 조금 얕보는 경향이 있기 때문에 다른 지방의 요괴들 역시 쿄 요괴들과 조우하기는 꺼려 한다. 특히 토오노처럼 독립된 곳은 자신들을 병기로만 취급하는 쿄 요괴들을 특히 더 증오한다.
현재, 누에의 부활에 성공했으며 아들인 누에에 의해 지옥으로 떨어진 하고로모기츠네를 기다리는 파와 누에를 따라 지옥으로 돌아간 파로 나뉘어 갈려졌다.
햐쿠모노가타리구미(百物語組 / ひゃくものがたり組)
두목 : 산모토 고로자에몬(山本 五郎左衛門)
본거지 : 도쿄(東京)
대문 : 괴(怪)
구성 요괴 : 100마리
에도 겐로쿠 시대 때, 대목상을 하는 부호 산모토 고로자에몬에 의해 결성된 요괴 조직
겐로쿠 시대에는 일부 돈과 여흥을 주체못한 상류층들의 인사들이 자신들의 따분함을 덜기 위해 괴담 연회인 햐쿠모노가타리를 여는 것이 빈번했는데 산모토는 이를 이용해 자신이 햐쿠모노가타리를 이용해 요괴를 만들어내는 식으로 영역을 넓혀가기 시작한다.
본래는 산모토가 만들어낸 이야기에서 파생된 요괴들을 통틀어 지칭하는 말이었으나 현재는 누라 리한의 습격으로 인해 자신도 모르게 마왕 요괴가 되어버린 산모토의 신체부위에 파생된 요괴들을 총칭하는 말로 사용된다.
수장인 산모토를 중심으로 입, 귀, 손, 뼈, 코, 얼굴가죽, 뇌에서 태어난 7명의 간부요괴가 있으며 그 외에도 100가지의 산모토의 신체부위들이 존재한다.
현대에 와서 다시 도시전설과 괴담을 퍼뜨리기 시작, 점점 더 세력을 부흥시키려 했으나 엔쵸의 배신으로 인해 현재는 아예 해산이 되어버렸다.
케이카인 가(花開院家)
당주 : 故 27대 케이카인 히데모토(二十七隊 花開院秀元)
본거지 : 교토(京都)
구성 인원 : 3000명
아시야 도만 가문의 직계 음양사 가문이자 교토를 수호하는 음양사 가문
교토에 본가가 있는 음양사 가문으로 음양사의 정점이면서 최고로 거대한 세력을 자랑하는 음양사 가문이다.
에도시대 이후, 하고로모 기츠네의 저주로 본가의 남자는 전부 요절하기 때문에 분가에서 재능있는 자를 양자로 받아들여 음양사로 키운다.
그 중에서도 파군을 식신으로 부리는 자는 당주의 자리를 얻는다.
고카도인 가(柳門院家)
당주 : 3대 - 아베노 오로치 / 4대 - 아베노 아리유키 / 6대 - 고카도인 유이유이 / 7대 - 고카도인 텐카이 / 8대 - 고카도인 야스타다 / 9대 - 고카도인 히루코
본거지 : 아오이 성 옛 터(葵城古跡)
구성 인원 : 불명
아베노 세이메이의 직계 자손인 음양사 가문
아베노 세이메이의 유지를 이어받아 세상에 어둠을 도래시키기 위해 움직인다.
일본을 지키는 명목으로 케이카인 가에 가려져 그늘에서 암약을 하고 있으며 자신들의 독자적인 음양술의 상징인 칠망성(七芒星)을 사용한다.
세이메이가 과거 자신이 원하는 이상적인 세계를 실현시키기 위해 인간을 말살함과 더불어 자신의 뜻에 따르지 않는 일부 요괴들까지도 말살해온 대 학살을 <정화>(定化)라고 부르며 그것을 다시 한 번 일으켜 세이메이가 원하는 세상을 구현시키려 한다.
아베노의 성을 쓰는 백장(白將)과 고카도인의 성을 쓰는 흑장(黑將)의 음양사들로 나뉘어 있다.
키요쥬지 괴기탐정단
단장 : 키요쥬지 키요츠구
본거지 : 우키요에 중학교(浮世繪中學校)
구성 인원 : 9명
키요츠구가 결성한 요괴를 찾아다니는 조직.
현재 단장인 키요쥬지 키요츠구를 중심으로 시마, 이에나가 카나, 토리이 나츠미, 마키 사오리, 오이카와 츠라라, 누라 리쿠오가 활동하고 있으며 단장인 키요쥬지 키요츠구나 그의 추종자인 시마만이 열성적으로 활동할 뿐 그 외 다른 멤버들은 별로 활동에 관심이 없는 비운의 부서

## TV 애니메이션

### 스탭
- 원작 - 시바이시 히로시
- 감독 - 니시무라 쥰지
- 시리즈 구성 - 타카하시 카츠코
- 캐릭터 디자인 - 오카 마리코
- 요괴 디자인- 타가시라 시노부
- 음악 - 타나카 고헤이
- 음향감독 - 고다 호즈미
- 애니메이션 제작 - 스튜디오 딘